# Daniel Stolz

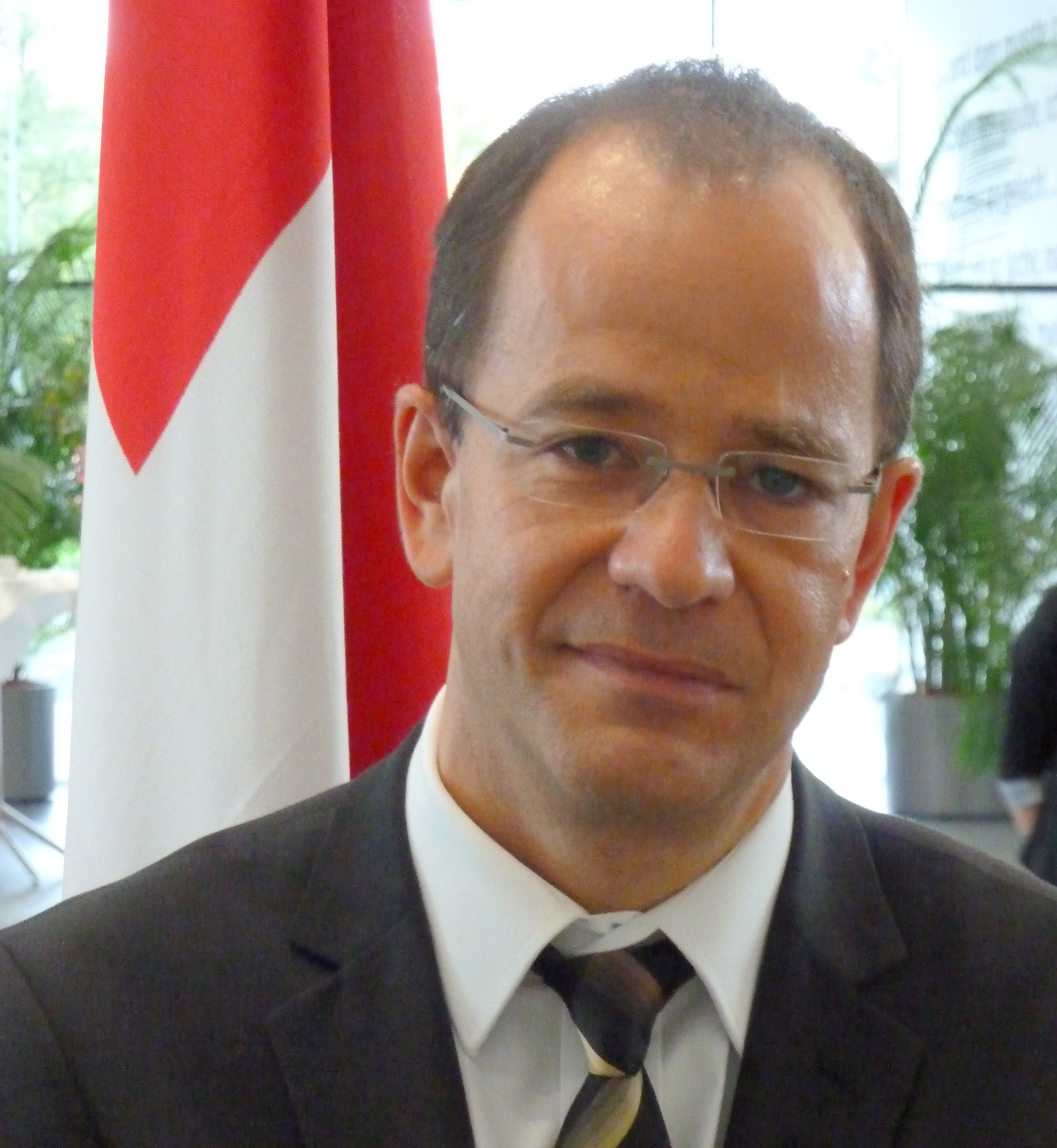
Nationalrat Daniel Stolz

Daniel Stolz (* 16. September 1968 in Basel) ist ein Schweizer Politiker (FDP.Die Liberalen). Er war von 2006 bis 2015 Präsident der FDP Basel-Stadt und von 2012 bis 2015 Mitglied des Nationalrats.

## Leben
Nach der Absolvierung der Primar- und Mittelschule in Basel absolvierte Stolz während 2 Jahren die DMS4. Stolz arbeitete danach als Chemielaborant bei der Ciba AG und erhielt an der FHNW Betriebswirtschaft den Master Advanced Study für NPO. Er war Präsident, heute ist er Geschäftsleiter der Aidshilfe beider Basel.
Stolz steht offen zu seiner Homosexualität. 2005 setzte er sich über dies auch für die Einführung der eingetragenen Partnerschaft gleichgeschlechtlicher Paare in der Schweiz ein, welche mit der Volksabstimmung über das Partnerschaftsgesetz vom 5. Juni 2005 angenommen wurde.

## Politische Laufbahn
Stolz gehört seit 2001 dem Grossen Rat an und sitzt dort seit 2005 in der Bildungs- und Kulturkommission. Er war Fraktionspräsident der FDP, bis er 2005, nach der missglückten Regierungsratskandidatur von Saskia Frei, das Präsidium vom kurzfristig zurückgetretenen Urs Schweizer übernahm.
Bei den eidgenössischen Wahlen im Herbst 2011 trat Stolz als weiterer bürgerlicher Kandidat neben Sebastian Frehner für den Basler Ständeratssitz an; beide blieben jedoch erfolglos gegen die bisherige sozialdemokratische Ständerätin Anita Fetz, die mit über 62 Prozent der Stimmen wiedergewählt wurde.
Nach dem Tod von Peter Malama rückte Stolz im Herbst 2012 in den Nationalrat nach, da Baschi Dürr zugunsten einer Kandidatur für den baselstädtischen Regierungsrat verzichtete. Seine Vereidigung erfolgte zu Beginn der Wintersession 2012/2013 am 26. November 2012. Bei den Schweizer Parlamentswahlen 2015 wurde Stolz nicht wiedergewählt.